# Zapier
Zapier は、エンドユーザー向けの、ウェブアプリケーションを統合するための製品。カリフォルニア州サニーベールに本社を置き、米国および世界38か国に550人以上の従業員を擁している。

## 概要
Zapier は、ウェブアプリケーションを統合して自動化するワークフローを提供する。ウェブ API 間のトランスレーターと表現されることが多い。

## 歴史
Zapier は、2011年の第1回 Startup Weekend Columbia の一環として、共同創設者の Wade Foster、Bryan Helmig、MikeKnoop によってミズーリ州コロンビアで創業された。
2012年冬の資金調達サイクルに申請して却下された後、25のアプリで最初のプロトタイプを構築し、同年夏の資金調達サイクルでYコンビネータのスタートアップシードアクセラレーターに受理された
2012年春にカリフォルニア州マウンテンビューに移転した。同年10月、Zapier は、世界的なベンチャー投資会社 Bessemer VenturePartners が主導する130万ドルのシード資金調達ラウンドを受け取けた。 Zapier は2014年に黒字化を達成した 。
2017年3月、同社はサンフランシスコ・ベイエリアからの異動を希望する従業員に対し、1万ドルの引っ越し代金を支給する「デロケーション・パッケージ」を提供した。この発表後、求人の応募は50%増加した。
2021年3月、同社はノーコード教育サービスおよびコミュニティである Makerpad を買収した（金額は非公開）。